# ردیف ضربانی

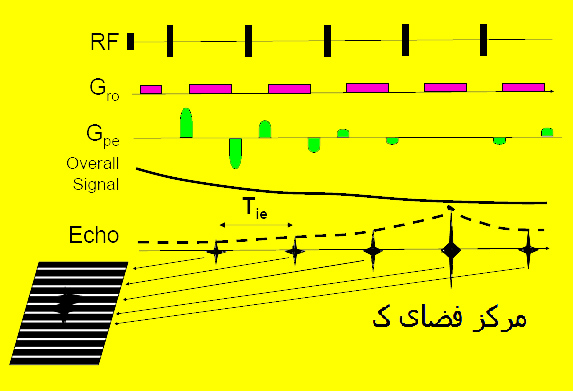
نمونه‌ای از یک نمودار زمانی دنباله پالسی از نوع اسپین اکو سریع

ردیف ضربانی یا دنباله پالسی یا توالی پالس (به انگلیسی: pulse sequence) به یک سری دستورالعمل رایانه‌ای در فضای ک گویند که میدان‌های Gx ،Gy، و پالسهای RF یک سیستم ام آر آی را تنظیم و کنترل می‌کند. بعبارت دیگر روشی که مطابق آن حلقه RF و میدانهای گرادیانی متوالیاً روشن و خاموش می‌شوند را ردیف ضربانی می‌گویند.

## اقسام
امروزه بیش از صد گونه دنباله پالسی مورد استفاده قرار می‌گیرد که هر یک برای اهداف متفاوتی بکار می‌روند. برخی نمونه‌های رایج مثل مثلاً FLASH، HASTE، DIET، EPI، PEPSI، CHESS، و PRESS می‌باشند. اما غالبا دو قسم دنباله پالسی را می‌توان در نظر گرفت:
- اسپین اکو (Spin Echo)
- گرادیان اکو (Gradient Echo)

توالی پالسهای مهم در زیر به‌طور مشروح بررسی می‌گردند:

## جستارهای مربوطه
- زمان اکو
- زمان استراحت اسپین-اسپین
- زمان استراحت اسپین-لاتیس